# Viktor II.
Viktor II., rodným jménem Gebhard, hrabě Dollnstein-Hirschberg (asi 1018, Německo – 28. července 1057, Arezzo) byl papežem od 13. dubna 1055 až do své smrti.

## Život
Od svých 24 let byl biskupem v Eichstättu, na tento stolec ho, stejně jako na stolec papežský, prosadil německý císař Jindřich III.

## Odkazy

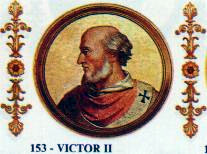
Portrét papeže Viktora II. v bazilice sv. Pavla za hradbami